# Wolfina
Wolfina är ett släkte av svampar. Wolfina ingår i familjen Chorioactidaceae, ordningen skålsvampar, klassen Pezizomycetes, divisionen sporsäcksvampar och riket svampar.
| Wolfina | \| \| Wolfina aurantiopsis \| \| \| \| |
|         | \| \| Wolfina aurantiopsis \| \| \| \| |
|         | Neournula                              |
|         |                                        |
|         | Desmazierella                          |
|         |                                        |
|         | Wolfina aurantiopsis                   |
|         |                                        |

|  | Wolfina aurantiopsis |
|  |                      |